# Mesnil-Saint-Nicaise

Mesnil-Saint-Nicaise este o comună în departamentul Somme, Franța. În 1 ianuarie 2022 avea o populație de 563 de locuitori.